# إيمليانو إنسوا

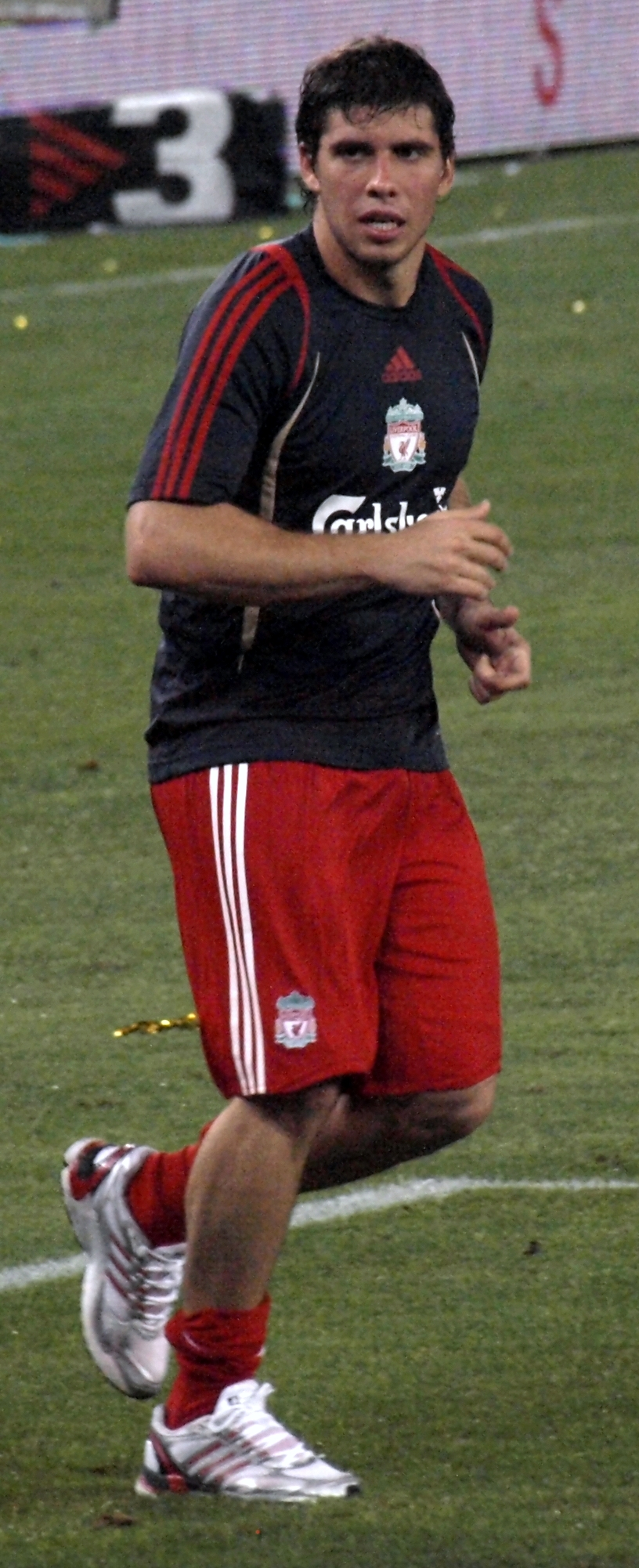
إيمليانو إنسوا

إيمليانو أدريان إنسوا زاباتا (بالإسبانية: Emiliano Adrian Insúa Zapata)‏ ولد في 7 فبراير 1989 هو لاعب كرة قدم أرجنتيني لعب في الدوري الإنجليزي لصالح ليفربول ولسبورتنغ لشبونه وأتلتيكو مدريد البرتغال وهو يلعب الآن لصالح راسينغ.
بدأ اللعب مع نادي بوكا جونيورز الأرجنتيني. ونجح في الحصول على المركز الأول مع منتخب بلاده في بطولة أمريكا الجنوبية تحت عمر ال21 سنة.[بحاجة لمصدر] وساعد الأرجنتين في الفوز على منتخب التشيك في بطولة كاس العالم تحت عمر ال21.

## روابط خارجية
- إيمليانو إنسوا على موقع الاتحاد الدولي (مؤرشف)  (الإنجليزية)
- إيمليانو إنسوا على موقع الاتحاد الأوربي (الإنجليزية)
- إيمليانو إنسوا على موقع اتحاد تركيا (لاعب) (الإنجليزية)
- إيمليانو إنسوا على موقع الدوري الأمريكي (الإنجليزية)
- إيمليانو إنسوا على موقع إي إس بي إن إف سي (الإنجليزية)
- إيمليانو إنسوا على موقع قاعدة بيانات كرة القدم.إي يو (الإنجليزية)
- إيمليانو إنسوا على موقع ناشيونال فوتبول تيمز (الإنجليزية)
- إيمليانو إنسوا على موقع Soccerbase.com (لاعب) (الإنجليزية)
- إيمليانو إنسوا على موقع Soccerway.com (الإنجليزية)
- إيمليانو إنسوا على موقع عالم كرة القدم.نت (الإنجليزية)